# Suwa (divindade)
Suwa (árabe: سواع) é mencionado no Alcorão (71:23) como uma divindade da época do profeta Noé.